# 중심지대
《중심지대》(La region centrale)는 캐나다에서 제작된 마이클 스노우 감독의 실험적인 1971년 다큐멘터리 영화이다. 180분 분량으로, 로봇 암을 이용하여 24시간 넘게 촬영되었으며 미리 구성된 움직임으로 구성되어 있다.